# Oliver Jackson
Oliver Jackson, genannt auch Bops Junior (* 28. April 1933 in Detroit; † 29. Mai 1994 in New York City) war ein US-amerikanischer Schlagzeuger des Swing.

## Leben und Wirken
Jackson, dessen Bruder der Bassist Ali Jackson Sr. war, spielte in Detroit in den 1940er Jahren mit Thad Jones, Tommy Flanagan und Wardell Gray; mit dem Schlagzeuger Eddie Locke trat er mit einer Varieteshow namens Bop & Locke auf. Nachdem er von 1954 bis 1956 bei Yusef Lateef gespielt hatte, ging Jackson nach New York, wo er 1957/58 regelmäßig im Club Metropole auftrat. Danach arbeitete er mit Teddy Wilson, Charlie Shavers 1959–61, Buck Claytons All Stars, Joe Newman 1960, Benny Goodman 1962, Oliver Nelson, Gene Ammons, Lionel Hampton 1962–64, Kenny Burrell, Lucky Thompson, Earl Hines 1964–70, Illinois Jacquet 1969 und im kollaborativen JPJ Quartet mit Budd Johnson und Bill Pemberton. In den 1970er Jahren spielte er mit erneut Charlie Shavers, trat 1970 mit Dexter Gordon auf dem Montreux Jazz Festival auf und wirkte an Roy Eldridges Album The Nifty Cat mit, arbeitete dann mit Sy Oliver 1975–80, Buddy Tate, Vic Dickenson, Oscar Peterson und George Weins Newport All-Stars. In den 1990er Jahren wirkte er bei den Buck Clayton Legacy mit.
Als Bandleader trat er 1961 in der Schweiz auf. Zuletzt nahm er zwischen 1977 und 1984 fünf Alben für Black & Blue Records auf. 1993 erschien das Album The Great Last Concert auf Nagel-Heyer mit Randy Sandke.
Der Schlagzeuger ist nicht zu verwechseln mit dem gleichnamigen Tenorsaxophonisten, der auf Cannonball Adderleys Album "African Waltz" mitwirkte.